# Lupin III - Castelul lui Cagliostro
Lupin III - Castelul lui Cagliostro (ルパン三世 カリオストロの城, Rupan Sansei: Kariosutoro no Shiro, cunoscut în Japonia și ca Lupin III: Cagliostro no Shiro) este un film japonez de animație din 1979 scris și regizat de Hayao Miyazaki, bazat pe seria manga Lupin III creată de Monkey Punch și al doilea film din seria anime după Lupin III, fiind urmat de Lupin III: Legenda aurului din Babilon.

## Prezentare
În 1968, maestrul hoț Arsène Lupin al III-lea și colegul său, Daisuke Jigen, fug de la Cazinoul Monte Carlo cu cantități uriașe de bani furați, dar în timp ce sărbătoresc ultimul furt, Lupin recunoaște bancnotele ca fiind contrafăcute la înaltă calitate. Pentru a căuta sursa banilor falși, se îndreaptă către Marele Ducat de Cagliostro, presupusul izvor al falsurilor.
La scurt timp după sosire, cei doi trec pe lângă o tânără urmărită de un grup de bandiți înarmați. Ei o salvează pe tânără, dar în haosul care a urmat, Lupin rămâne fără cunoștință și femeia este capturată, dar ea îi lasă un inel cu sigiliu. După ce a văzut inelul, Lupin o recunoaște pe femeie drept Clarisse, prințesa de Cagliostro, care se va căsători în curând cu contele Cagliostro, regentul țării. Căsătoria aranjată a Contelui îi va cimenta puterea și va recupera legendara comoară antică a lui Cagliostro, pentru care are nevoie atât de inelul ancestral al său, cât și de cel al Clarissei.
În noaptea următoare, o echipă de asasini îi atacă pe Lupin și Jigen la hanul în care s-au cazat, dar ei scapă. Lupin își lasă cartea de vizită pe spatele lui Jodot, majordomul și asasinul șef al contelui, anunțând că o va fura pe Clarisse. Lupin îl cheamă pe Goemon Ishikawa XIII și îl informează de locul unde se află pe urmăritorul său de mult timp, inspectorul Koichi Zenigata, pentru a-i distrage atenția. Lupin se deghizează ca Zenigata și își face drum în castel, în timp ce adevăratul Zenigata ajunge prins în catacombele castelului. După ce se întâlnește cu iubita sa, Fujiko Mine, care se preface a fi servitoarea Clarissei, Lupin se îndreaptă spre turnul unde se află închisă Clarisse și îi înapoiază inelul, jurând că o va ajuta să evadeze. Înainte să poată acționa, Contele îl aruncă pe Lupin în catacombe printr-o trapă secretă. Lupin își bate joc de Conte prin inelul pe care i l-a dat Clarissei – un fals care conține un transmițător radio – iar Contele trimite trei asasini ca să recupereze inelul adevărat.
Lupin se întâlnește cu Zenigata și fac un pact pentru a se ajuta reciproc să scape din catacombe. După ce i-au copleșit pe asasini, aceștia evadează și ajung într-o cameră plină de matrițe de bani falsurilor pe care Cagliostro i-a folosit de-a lungul istoriei pentru a forma un imperiu global al corupției. Zenigata vrea să adune dovezi, dar Lupin subliniază că mai întâi trebuie să scape din castel. Ei pornesc un incendiu ca o distragere a atenției și fură autogirul Contelui, dar în timp ce încearcă s-o salveze pe Clarisse, Lupin este grav rănit. Clarisse oferă inelul Contelui în schimbul vieții lui Lupin, dar după ce a asigurat inelul, încercarea Contelui de a trăda este dejucată atunci când acțiunile lui Fujiko îi permit ei, lui Lupin și Zenigata să fugă. Pe măsură ce Lupin își revine după rănile sale, Zenigata încearcă să-și convingă superiorii de la Interpol să-l judece pe Conte pentru infracțiunile sale, dar temându-se de repercusiuni politice, aceștia opresc ancheta și îi iau cazul. Lupin intenționează să oprească nunta și să o salveze pe prințesă, dezvăluind tovarășilor săi că în urmă cu zece ani ea îi salvase viața în timpul primei sale încercări nereușite de a găsi comoara lui Cagliostro. Fujiko îl informează pe Lupin despre o modalitate de a se strecura în castel și face un plan cu Zenigata pentru a dezvălui public operațiunea de falsificare sub acoperirea urmăririi lui Lupin.
Nunta cu o Clarisse drogată pare să decurgă conform planului, până când Lupin întrerupe ceremonia și, în ciuda măsurilor de precauție ale Contelui, pleacă cu Clarisse și inelele Contelui. Pentru a expune operațiunile Contelui, Zenigata vine cu Fujiko, dându-se drept un reporter de televiziune, la unitatea de falsificare a Contelui. După ce Contele îi încolțește pe Lupin și Clarisse pe fața turnului cu ceas, Lupin încearcă să schimbe inelele pentru viața lui Clarisse, dar contele îl trădează, iar Lupin și Clarisse cad în lacul castelului. După ce a folosit inelele asupra unui mecanism secret încorporat în turn, contele este zdrobit până la moarte de brațele convergente ale ceasului. Lupin și Clarisse urmăresc cum mecanismul drenează lacul pentru a dezvălui o serie de splendide ruine antice romane - adevărata comoară a lui Cagliostro. Clarisse explică că nu vrea ca Lupin să plece, exprimându-și chiar disponibilitatea de a deveni un hoț ca el, dar Lupin o respinge cu blândețe, iar el și prietenii săi își iau rămas bun de la Clarisse, acum conducătorea de drept a principatului Cagliostro. Cu Zenigata urmărindu-i din nou (pentru crima de „furt al inimii Clarissei”) și Fujiko fugind cu matricele pentru bancnote false, Lupin și gașca părăsesc Cagliostro.

## Distribuție
| Personaj                        | Vers. japoneză       | Versiunea în limba engleză                   | Versiunea în limba engleză |
| Personaj                        | Vers. japoneză       | Streamline Pictures (1992)                   | Manga Entertainment (2000) |
| ------------------------------- | -------------------- | -------------------------------------------- | -------------------------- |
| Arsène Lupin III                | Yasuo Yamada         | The Wolf                                     | David Hayter               |
| Arsène Lupin III                | Yasuo Yamada         | Bob Bergen                                   | David Hayter               |
| Lady Clarisse de Cagliostro     | Sumi Shimamoto       | Joan-Carol O'Connell Barbara Goodson (young) | Bridget Hoffman            |
| Count Lazare de Cagliostro      | Tarō Ishida          | Michael McConnohie                           | Kirk Thornton              |
| Chief Inspector Koichi Zenigata | Gorō Naya            | Insp. Keibu Zenigata                         | Kevin Seymour              |
| Chief Inspector Koichi Zenigata | Gorō Naya            | David Povall                                 | Kevin Seymour              |
| Daisuke Jigen                   | Kiyoshi Kobayashi    | Steve Bulen                                  | John Snyder                |
| Fujiko Mine                     | Eiko Masuyama        | Edie Mirman                                  | Dorothy Elias-Fahn         |
| Jodot                           | Ichirō Nagai         | Jodo                                         | Jodo                       |
| Jodot                           | Ichirō Nagai         | Jeff Winkless                                | Milton James               |
| Goemon Ishikawa XIII            | Makio Inoue          | Steve Kramer                                 | Michael Gregory            |
| Gardener                        | Kōhei Miyauchi       | Walter                                       | Christopher                |
| Gardener                        | Kōhei Miyauchi       | Mike Reynolds                                | Barry Stigler              |
| Gendarme Captain Gustav         | Tadamichi Tsuneizumi | Kirk Thornton                                | Joe Romersa                |
| Interpol Chairman               | Shouzou Hirabayashi  | Jeff Winkless                                | Peter Spellos              |
| Riot Squad Captain              | Juji Matsuda         | Captain Sam                                  | Jamieson Price             |
| Riot Squad Captain              | Juji Matsuda         | Kerrigan Mahan                               | Jamieson Price             |
| Archbishop                      | Kinpei Azusa         | Kirk Thornton                                | Michael Forest             |
| Waitress                        | Yoko Yamaoka         | Julie Donald                                 | Dyanne DiRosario           |